# Adolf Velhartický

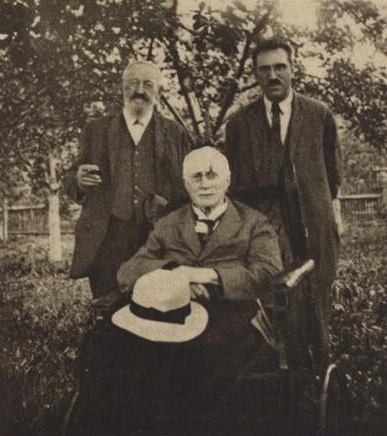
Karel Matěj Čapek-Chod (stojící vlevo) a Adolf Velhartický u Antonína Sovy, 1926

Adolf Velhartický, původním jménem Adolph Thomas Waldmann (9. května 1882 Horšovský Týn – 13. dubna 1932 Tábor) byl český prozaik, překladatel a básník, představitel novoromantismu.

## Život

### Mládí
Narodil se v rodině poštovního expeditora v Horšovském Týně (německy Bischofteinitz, starším pravopisem Horšův Týn) Mathiase Waldmanna (1853–1907) a matky Magdaleny, rozené Lippertové (1849). Pokřtěn byl Adolph Thomas Waldmann. Od roku 1887 byla rodina policejně hlášena v Praze. Adolf Waldmann měl bratry Karla (1879), Gustava (1885) a Bohumila (1879). V letech 1897 až 1900 navštěvoval německou státní reálku v Karlíně.

### Poštovní úředník a rodinný život
K poště nastoupil jako aspirant v Říčanech v září 1900. V roce 1901 se stal poštovním expeditorem a funkci vykonával střídavě v Zákupech, Říčanech a Benešově nad Ploučnicí. Od roku 1904 do roku 1913 sloužil na poštovním úřadě ve Světlé nad Sázavou.
Byl ženatý s Annou Bartákovou (29. 12. 1892). Manželé Velhartičtí měli dcery Helenu (1912) a Karlu (1916). Ve Světlé nad Sázavou se jim narodil syn, ten však zemřel v dětském věku.
Od prosince 1913 žil s rodinou v Chlumu u Třeboně (německy Chlumetz bei Wittingau), kde byl jmenován vrchním poštmistrem. Zde žil do roku 1931. V tomto období byl dvakrát zvolen starostou, poté náměstkem starosty. V roce 1931 odešel do Soběslavi, kde byl jmenován přednostou poštovního úřadu.

### Změna jména
Příjmení Waldmann si změnil na Velhartický v souladu s pseudonymem, který do té doby užíval, spolu s ním změnila příjmení i jeho manželka Anna a dcery Helena a Karla. Oficiálně došlo ke změně příjmení v roce 1919. Pod jménem Adolf Velhartický však publikoval již od počátku své literární tvorby (epická báseň Ghisola vydaná 1902 nebo báseň Zvon zvoní otištěná v Moderní revue 1/1902, viz též pozn. 1).

### Vlivy na tvorbu
Roku 1910 získal nedostačující státní stipendium 300 K, přesto se mu podařilo odjet následujícího roku na stipendijní pobyt do Itálie, který ovlivnil jeho další tvorbu a obdiv k antice. Jako inspirační vzor Adolfa Velhartického býval označován Julius Zeyer. On sám takový vliv odmítal.
Jeho dlouholetými přáteli byli Antonín Klášterský a Karel Hugo Hilar, se kterým patřil k spoluzakladatelům volného literárního sdružení Syrinx (1903) a jeho časopisu Moderní život.

### Závěr života
V listopadu 1931 byl hospitalizován v pražské nemocnici na Bulovce, kde mu byly diagnostikovány vadné ledviny. Zemřel ve věku 50 let v nemocnici v Táboře, pochován byl v Českých Budějovicích.

## Dílo

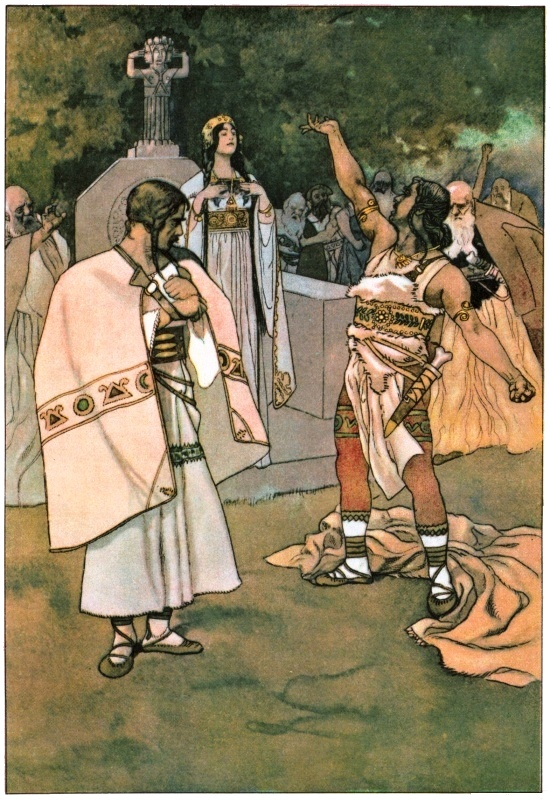
Artuš Scheiner, il. k Velhartický: Romantické pověsti české, 1914

Od počáteční dekadentní poezie se brzy přiklonil k epické poezii. V próze ho zaujala především historická témata, ať již z období renesance nebo starověku.

### Próza
- Povídky o milenkách (Královské Vinohrady, František Adámek, 1905 a Šolc a Šimáček, 1930 s ilustracemi Jana Kreutze)
- Romantické pověsti středověké (zpracoval Adolf Velhartický, 12 barev. il. Artuš Scheiner, v Praze, Šolc a Šimáček, 1914)
- Lásky rozkoš a muka (tři novely, Praha, F. Šimáček, 1917 a Šolc a Šimáček, 1921)
- Věčné ohně (novely, Praha, Přerod, 1917 a Šolc a Šimáček, 1925)
- Za lásku a za kříž (román z dob křižáckých válek, Praha, F. Šimáček, 1917)
- Překročen Rubikon (novela, Praha, Sfinx, 1920)
- Konopišťský pán (Román ze života Františka Ferdinanda z Este, vydáno pod pseudonymem Rudolf Dvorský, České Budějovice, Praha, Jan Svátek, 1920 a 1921)
- Zlatý pás (novely, Plzeň, Vendelína Steinhauser, 1920)
- Vášnivé srdce (renesanční fresky, il. Artuš Scheiner, v Praze, Šolc a Šimáček, 1923)
- Proti bohům i osudu (román z doby podmanění Britanie Římem, ilustroval Jan Goth, v Praze, Šolc a Šimáček, 1927)
- Marobud (román z doby Markomanů v Čechách, ilustroval Jiří Wowk, v Praze, Šolc a Šimáček, 1930)
- Katvalda  (román z doby Markomanů v Čechách, [il. Jiří Wowk, v Praze, Šolc a Šimáček, 1931)
- Marobudův poklad (Český Těšín, Agave, 2000)

### Poezie
- Ghisola (epická báseň,Praha-Královské Vinohrady, časopis Moderní život, 1902)
- Biblické melodie (epické básně, Praha, Družstvotisk, 1926)

### Dramata
- Kateřina z Lichtenburka (hra veršem o třech jednáních, děj v Lichnici roku 1507, v Praze, Alois Wiesner, 1912)
- Dobrá srdce (veselohra o 3 jednáních, Praha, František Švejda, 1924)

### Překlady
- Thais (autor Anatole France, Praha, Máj, 1908; 2. vydání Praha, František Borový, 1931, vyšlo jako 17. svazek Spisů A. France)
- Studně svaté Kláry (autor Anatole France, Praha, Otto, 1912; 2. vydání Praha, František Borový, 1925, vyšlo jako 6. svazek Spisů A. France)
- Arria Marcella (autor Théophile Gautier, Hradec Králové, Bohdan Melichar, 1917) dostupné online
- Historie našich dnů. I, Pod jilmem (autor Anatole France, Praha, František Borový, 1925, vyšlo jako 1. svazek Spisů A. France)
- Historie našich dnů. III, Ametystový prsten (autor Anatole France, Praha, František Borový, 1925, vyšlo jako 3. svazek Spisů A. France) dostupné online
- Kniha přítelova (autor Anatole France, Praha, František Borový, 1935, vyšlo jako 24. svazek Spisů A. France)[p 3]